# Tetragnatha pilosa
Tetragnatha pilosa là một loài nhện trong họ Tetragnathidae.
Loài này thuộc chi Tetragnatha. Tetragnatha pilosa được miêu tả năm 1992 bởi Gillespie.